# Club single

Le Club single est une sorte de single promotionnel du groupe de Horror Metal allemand The Vision Bleak qui fut publié le 23 juillet 2007 et donc peu avant l'album The wolves go hunt their prey. Ce single contient deux chansons du nouvel album ("By our brotherhood with Seth" et "She-wolf") légèrement transformées, ainsi que deux vieilles chansons du groupe, soit "Kutulu!" (de l'album Carpathia - A Dramatic Poem) et "The lone night rider" (de l'album The Deathship Has A New Captain).

## Liste des chansons
1. "By our brotherhood with Seth" 5:11
2. "She-Wolf" 5:13
3. "Kutulu!" 4:43
4. "The lone night rider" 5:03